# Francesco Di Domenico (giornalista)
Template:Scrittore
Francesco Di Domenico (Giugliano, 19 giugno 1954) è uno scrittore italiano.

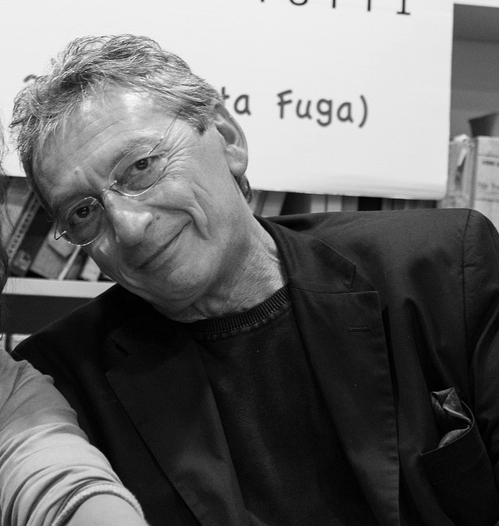

Corsivista satirico ed umorista, dal 1985 pubblica i suoi interventi su Ragù, l'inserto satirico del quotidiano Il Mattino di Napoli. Collabora inoltre con varie riviste napoletane (Itinerario, Ndr).
Come scrittore ha pubblicato nel 2008 Storie brillanti di eroi scadenti per le Edizioni Cento Autori. Nel marzo 2011 ha pubblicato il suo primo libro di taglio non umoristico, Notte in Arabia, biografia autorizzata del pilota militare italiano Gianmarco Bellini, che insieme a Maurizio Cocciolone fu abbattuto in Iraq durante l'operazione Desert Storm e successivamente tenuto prigioniero per 47 giorni. Il libro è stato presentato in conferenza stampa al Senato della Repubblica, nell’ambito delle celebrazioni del 150º anniversario dell’Unità d’Italia. Sue pubblicazioni inoltre sono presenti in undici antologie umoristiche.
Il 3 luglio 2011, con il racconto Tempi duri ai Colli Eritrei ha ottenuto il Premio Massimo Troisi Miglior Scrittura Comica per la sezione miglior racconto comico.
http://quartotempoblog.altervista.org/proclamazione-dei-vincitori-del-premio-tulliola-renato-filippelli-2017/
A maggio del 2014 pubblica " Le Avventure di Max Fontanarossa (Storie di donne & Delitti)", con all'interno il brano vincitore del XVI Premio Troisi di Letteratura Umoristica.
Agosto 2015 pubblica " Marzia, calibro nove lungo" - Un giallo narrato in chiave femminile in prima persona. Storia di una poliziotta napoletana della squadra omicidi.
A luglio 2016 pubblica " Frida e Altre Storie" - Una raccolta di tredici racconti. Il libro fatto in collaborazione con due artisti, la figlia M. Chiara Di Domenico per il dipinto raffigurato in copertina, e undici disegni a china dell'artista Ahmed Al Safi, scultore e pittore. Un ultimo disegno personale del vignettista italiano Riccardo Marassi. 
A giugno 2017 viene editata nuovamente, riveduta e ampliata, l'opera " Notte in Arabia " - Vita e Storia di Gianmarco Bellini, il ragazzo che voleva volare - a cura della Casa Editrice Homoscrivens.
Nel settembre 2017 il libro vince il Premio Internazionale Tulliola per la Narrativa, XXIV edizione - Formia
Nel gennaio del 2018 assume l'incarico di direttore editoriale della nuova casa editrice Frame Ars Et Artes di Napoli, specializzata in libri che comprendono Arte Contemporanea e Letteratura insieme. A ottobre viene editata sotto la sua direzione e cura un'antologia di arte e letteratura dal titolo "UNDICI", che comprende nomi di rilievo della narrativa italiana: Giorgio Dell'Arti, Barbara Garlaschelli, Simonetta Santamaria, Maurizio Ponticello, Laura Costantini & Loredana Falcone, Eleonora Puntillo, Giovanna Mozzillo, Aldo Putignano, Marilina Giaquinta e Mario E. R. Bianco. 
A dicembre 2018, in collaborazione e col patrocinio del Museo del Mare di Napoli, ha editato Racconti del Mare, un'antologia di storie e leggende, alcune tratte da libri conservati nella biblioteca del Museo.
Il 1º luglio 2020 pubblica il secondo libro dedicato alla prima poliziotta napoletana, Marzia D'Aponte, naturale seguito del primo: Il Cuore di Marzia - La vipera della squadra omicidi.
A gennaio 2023 esce Max Fontanarossa Detective - Homo Scrivens edizioni, a maggio è selezionato nella cinquina  dei vincitori del Concorso Festival del Giallo Napoli.
Il 27 giugno 2025 pubblica per la casa editrice Marlin Hotel Aurora - Tre stelle.

## Opere
- Storie brillanti di eroi scadenti (2008), Edizioni Cento Autori, ISBN 978-88-95241-54-8
- Notte in Arabia - Vita e storia di Gianmarco Bellini, il ragazzo che voleva volare, 2011, Boopen-Led Editore. ISBN 978-88-6581-191-7
- Le avventure di Max Fontanarossa. (Storie di donne & delitti), 2014, Kairòs Edizioni. ISBN 978-88-98029-86-0
- Marzia, calibro nove lungo, 2015, Edizioni Cento Autori. ISBN 978-88-6872-033-9
- Frida e altre storie, 2016, MREDITORI. ISBN 978-88-99008-60-4
- Notte in Arabia - Vita e Storia di Gianmarco Bellini, il ragazzo che voleva volare, Homoscrivens Edizioni ISBN 9788832780024
- Racconti del mare, 2018, Frame Ars Artes Editore ISBN 978-88-943008-2-6
- Il Cuore di Marzia - 2020, La vipera della Squadra Omicidi, Homo Scrivens ISBN 9788832781724
- Max Fontanarossa Detective - 2023 Homo Scrivens ISBN 9788832782967
- Hotel Aurora Tre Stelle - Marlin Editore ISBN 9788860432254

Presenza in antologie di autori vari
- Quel Sacripante del grafico si è scordato il titolo, 2005, Graus & Boniello Editori. ISBN 88-8346-098-7
- Un mare di brividi e risate, 2005, NATRUSSO Communication, ISBN 88-89406-15-1
- Vedi Napoli e poi scrivi, 2006, Kairòs Edizioni. ISBN 88-901276-9-4
- Sangennoir, 2006, Kairòs Edizioni. ISBN 88-95233-04-2
- Le Affinità Affettive, 2008, Albus Edizioni. ISBN 978-88-96099-05-6
- Enciclopedia degli Scrittori Inesistenti, 2009, Boopen LED Editore. ISBN 978-88-6223-036-0
- Aggiungi un porco a favola, 2009, Edizioni Cento Autori. ISBN 978-88-95241-74-6
- Se mi lasci, non male, 2010, Kairòs Edizioni. ISBN 978-88-95233-51-2
- Cronache di inizio millennio, 2011, HISTORICA Edizioni. ISBN 978-88-96656-17-4
- Racconti sotto l'ombrellone, 2012, Giulio Perrone Editore. ISBN 978-88-6004-245-3
- Napoli in cento parole, 2014, Giulio Perrone Editore. ISBN 978-88-6004-355-9
- Napoli a tavola in cento parole, 2015, Giulio Perrone Editore. ISBN 978-88-6004-398-6

- Cura libro antologico: UNDICI - Undici Scrittori, Undici Racconti, Undici Opere d'Arte Contemporanee - Frame Ars Artes Editore ISBN 978-88-943008-1-9

Collaborazioni
- Prefazione e collaborazione alla stesura di Trent'anni di un avvenire di Bruno Vettore, 2013, HomoScrivens Editore. ISBN 978-88-97905-23-3
- Con la rubrica Cronache dalla Città ha collaborato da aprile 2018 a gennaio 2020 con la rivista Dodici Magazine ISSN 2037-3589